# Viver Mal
Viver mal (em inglês:  Living Bad) é um longa-metragem dramático franco-português lançado em 2023 dirigido por João Canijo. Nesta continuação de Mal Viver que também estreou no mesmo ano, o enfoque é nos hóspedes do hotel, inspirados nas temáticas de três peças de August Strindberg. Protagonizado por Nuno Lopes e Leonor Silveira, o filme retrata a história de um hotel familiar do litoral norte de Portugal, que recebe os seus hóspedes em um fim de semana. Selecionado na mostra Encounter no 73º Festival Internacional de Cinema de Berlim, teve sua estreia mundial em 23 de fevereiro de 2023. O longa também figurou no festival entre os indicados ao Teddy Award.
Paralelamente, o realizador produziu outro filme, Mal Viver, em que o foco é a gestão familiar do hotel. Viver Mal também foi selecionado no 73º Festival Internacional de Cinema de Berlim na mostra competitiva concorrendo ao Urso de Ouro. Apesar de derrotado nesta categoria, saiu vencedor do Urso de Prata Prêmio do Júri.

## Sinopse
Um hotel familiar no litoral norte de Portugal recebe três famílias como seus convidados no fim de semana. O primeiro é um homem, que está dividido entre sua esposa e sua mãe. A segunda é uma mãe, que está apaixonada pelo pretendente de sua filha, então ela encoraja seu casamento para possibilitar seu próprio caso de amor com seu genro. A terceira também é uma mãe, que almeja viver sua vida através da filha, então ela está tomando suas decisões. Essas três famílias estão no fim de seus ciclos de aceitação.

## Elenco
- Nuno Lopes como Jaime
- Filipa Areosa como Camila
- Leonor Silveira como Elisa
- Rafael Morais como Alex
- Lia Carvalho como Graça
- Beatriz Batarda como Judite
- Carolina Amaral como Alice
- Leonor Vasconselos como Julia
- Anabela Moreira como Piedade
- Rita Blanco como Sara
- Madalena Almeida como Salome
- Cleia Almeida como Raquel
- Vera Barreto como Angela

## Lançamento
O filme teve sua estreia mundial no 73º Festival Internacional de Cinema de Berlim em 23 de fevereiro de 2023. A estreia nos cinemas de Portugal está prevista para 11 de maio de 2023.

## Recepção

### Resposta da Crítica
Nicholas Bell em IonCinema.com avaliou o filme em 3,5/5 e escreveu: "Embora esses filmes não sejam exatamente amor e casamento, já que você pode experimentar um de forma bastante eficaz sem o outro, juntos eles funcionam como um romance denso de (principalmente) infelizes almas." Lee Marshall, escrevendo para o ScreenDaily, afirmou que o filme é "Um exercício fascinante de filmagem de 'tomada reversa' narrativa". Concluindo, Marshall escreveu: "O dramas de Viver Mal é reduzido a pequenas tempestades em uma xícara de chá em uma de uma série de planos gerais de toda a fachada que funcionam um pouco como as intervenções mundanas do coro em uma tragédia grega."

### Prêmios e Indicações
| Prêmio                             | Data                    | Categoria          | Indicado  | Resultado | Ref.   |
| ---------------------------------- | ----------------------- | ------------------ | --------- | --------- | ------ |
| Berlin International Film Festival | 26 de Fevereiro de 2023 | Golden Bear Plaque | Viver Mal | Indicado  | [ 9 ]  |
| Berlin International Film Festival | 26 de Fevereiro de 2023 | Teddy Award        | Viver Mal | Indicado  | [ 10 ] |

## Ligações Externas
- «Sítio oficial»
- Viver Mal. no IMDb.
- Viver Mal na Berlinale
- «Viver Mal» (em inglês) no Rotten Tomatoes